# Rokunohe
Rokunohe (jap. 六戸町 Rokunohe-machi) – miasto w Japonii, na wyspie Honsiu, w prefekturze Aomori. Według danych na rok 2020 miejscowość zamieszkiwało 10 447 mieszkańców , a gęstość zaludnienia wyniosła 124,5 os./km².